# Mongolosaurus
Mongolosaurus ist eine Gattung wenig bekannter sauropoder Dinosaurier aus der Gruppe der Titanosauria aus der Unterkreide Chinas. Sie wurde 1933 von dem Paläontologen Charles Gilmore anhand von sehr fragmentarischen Überresten beschrieben, die 1928 in der Inneren Mongolei (On-Gong-Formation) gefunden wurden. Einzige Art ist Mongolosaurus haplodon. Einige Autoren betrachten Mongolosaurus als Nomen dubium (dubioser Name).

## Fund und Merkmale
Der Fund (Holotypus, Exemplarnummer AMNH 6710) befindet sich in der Sammlung des American Museum of Natural History und besteht aus einem teilweisen Hirnschädel (Basioccipitale), unvollständig erhaltenen Zähnen sowie aus den ersten drei Halswirbeln.
Eine Untersuchung der Funde durch Wilson (2005) kommt zu dem Ergebnis, dass Mongolosaurus durch mindestens drei einzigartige Merkmale (Autapomorphien) an den vorderen Halswirbeln von anderen Gattungen abgegrenzt werden kann: Zum einen waren die Dornfortsätze der Wirbel stark reduziert. Die Epipophysen waren gut entwickelt. Des Weiteren war die spinoprezygapophyseal- sowie die spinopostzygapophyseal-Lamina (plattige Abschnitte der Wirbelbögen) fast horizontal orientiert.

## Systematik
Die systematische Einordnung war lange Zeit umstritten. Verschiedene Autoren stuften ihn als nicht weiter einordbaren Sauropoden (Sauropoda incertae sedis) ein, wie beispielsweise Gilmore (1933) oder McIntosh (1990). Barrett und Kollegen (2002) sowie Wilson (2002) klassifizierten die Gattung als Neosauropoda incertae sedis. Young (1958) und von Huene (1959) sahen Mongolosaurus als ein Vertreter der Diplodocidae. Wieder andere Studien gaben keine systematische Einordnung an, sondern führten die Gattung als Nomen dubium, zogen also die Gültigkeit der Gattung in Zweifel. Jüngere Studien von Wilson (2005) und Barrett und Wang (2007) klassifizieren Mongolosaurus als Nemegtosauriden innerhalb der Titanosauria. So zeigt der Hirnschädel von Mongolosaurus ein gemeinsames Merkmal (Synapomorphie) der Nemegtosauridae – die seitlich und ventral verbreiterte basale Tubera (ein Fortsatz unterhalb des Occipital-Kondylus).

## Entdeckungsgeschichte, Fund und Namensgebung
Die Überreste wurden am 3. Juni 1928 von Dr. Walter Granger während einer Expedition des American Museum of Natural History in Hu-Khung-Ulan entdeckt. Dieses sowie weiteres Material aus anderen Expeditionen wurde Charles Gilmore zur Untersuchung übergeben, welcher 1933 eine Beschreibung der Funde veröffentlichte. Gilmore sah die Benennung einer neuen Gattung und Art trotz der sehr wenigen Fossilien gerechtfertigt, da sich die Zähne deutlich von allen bis dahin bekannten Sauropodenzähnen unterscheiden. Die Zähne zeigen einen größten Durchmesser von bis zu neun Millimetern und waren recht schlank – Gilmore schrieb, dass sie am ehesten mit Zähnen von Diplodocus und Pleurocoelus zu vergleichen seien. In der gleichen Veröffentlichung beschrieb Gilmore den Ankylosaurier Pinacosaurus.
Mongolosaurus („mongolische Echse“) ist nach der Inneren Mongolei benannt, wo die Fossilien entdeckt wurden.
2003 beschrieben Averianov und Kollegen ein Zahnfragment aus der Murtoi-Formation im östlichen Russland (Mogoito-Fundstelle, Exemplarnummer ZIN PH 4/13) ebenfalls Mongolosaurus zu, als cf. Mongolosaurus sp.